# アレクサンドル・グリーン

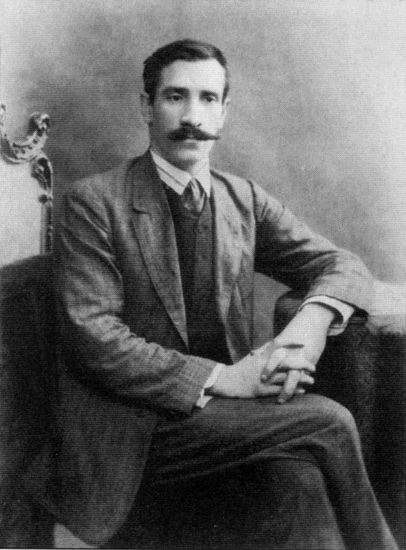

アレクサンドル・グリーン（ロシア語: Александр Степанович Грин、ラテン文字表記: Alexandr Stepanovich Grin、1880年8月23日 – 1932年7月8日）は、ロシアの小説家、児童文学作家。流刑ポーランド人の子供としてキーロフ近くで生まれ、クリミア半島のスタールイ・クルィムで亡くなった。ファンタジーの世界を多く描き、ロシア語で「グリーンランディア」（Grinlandia）と呼ばれるようになった。代表作は『赤い帆』（1923年、日本版では『深紅の帆』）で、これは同名の映画（1961年）にもなっている。  

## 主な著作
- Таинственная пластинка (1916)
  - 『魔のレコード』(河出文庫 ロシア怪談集)
- Корабли в Лиссе (1922)
  - 『リッスの船』 (S-Fマガジン 1976年８月号（213号）所収)
- Алые паруса (повесть-феерия) (1923)
  - 『深紅の帆』 (フレア文庫 (5))
- Пропавшее солнче (1923)
  - 『消えた太陽』 (図書刊行会 魔法の本棚６)(短編集)
- Блистающий мир (1924)
  - 『輝く世界』 (月刊ペン社 妖精文庫)〈18〉
- Золотая цепь (1925)
  - 『黄金の鎖』 (ハヤカワ文庫 FT)
- Сокровище африканских гор (1925)
- Бегущая по волнам (1928)
  - 『波の上を駆ける女』 (晶文社 文学のおくりもの〈7〉)
- Джесси и Моргиана (1929)
- Дорога никуда (1930)
- Недотрога